# Dondo (Mozambique)
Dondo est une ville du Mozambique située dans la province de Sofala.

## Transports
Dondo est une interconnexion importante du réseau ferroviaire du continent africain, car elle relie le chemin de fer Beira-Bulawayo à celui de Sena.

## Source
- (en) Cet article est partiellement ou en totalité issu de l’article de Wikipédia en anglais intitulé « Dondo » (voir la liste des auteurs).